# Radobické lúky
Radobické lúky este o arie protejată (arie specială de conservare — SAC, sit de importanță comunitară — SCI) din Slovacia întinsă pe o suprafață de 36,66 ha, integral pe uscat.

## Localizare
Centrul sitului Radobické lúky este situat la coordonatele 48°34′26″N 18°30′34″E / 48.573795°N 18.509561°E.

## Înființare
Situl Radobické lúky a fost declarat sit de importanță comunitară în decembrie 2021.

## Biodiversitate
Situată în ecoregiunea alpină, aria protejată conține 1 habitat natural: Fânețe de joasă altitudine (Alopecurus pratensis, Sanguisorba officinalis).
La baza desemnării sitului se află o specie protejată de  plante: Tephroseris longifolia subsp. moravica.